# Ulf Bejerstrand
Ulf Åke Stefan Bejerstrand, född 30 september 1954 i Stockholm, är en svensk musiker och företagare. Bejerstrand började sin karriär inom musik- och skivindustrin på 1970-talet. På senare tid har han främst uppmärksammats för sitt samhällsengagemang.

## Musik
Bejerstrand inledde sin musikaliska verksamhet år 1970 i gruppen Flod-Otto från Kalmar. Ur gruppen uppstod två nya konstellationer; Ragnarök och Kung Tung. År 1979 inledde han en solokarriär och gav under åren 1979-1984 sex skivor på det egna skivmärket Grisbäck. Senare bildade han, tillsammans med fyra andra musiker, gruppen Ulf Bejerstrand Band. Bejerstrand blev sedan VD för Fantastiska Nöjen och för artistförmedlingen Nöjestorget. Bejerstrand startade SM i luftgitarr och tillsammans med Kåre Ljunggren lanserade han karaoke i Sverige.

## Politik
Bejerstrand var tidigare engagerad i Ny demokrati. År 2014 kandiderade Bejerstrand för Direktdemokraterna till kommunfullmäktige i Tyresö och till riksdagen.
År 2021 grundade Bejerstrand det politiska partiet Knapptryckarna med målet att på sikt avskaffa den representativa demokratin till förmån för direktdemokrati. Bejerstrand är partiets ordförande. Knapptryckarna fick 5 493 röster i riksdagsvalet 2022 vilket motsvarar 0,08% av de lagda rösterna och partiet nådde därmed inte riksdagsspärren på 4%. I valet till Europaparlamentet 2024 fick partiet 80 röster.

## Diskografi
- 1977 - Åt helvete me hela skiten
- 1977 - Ett spel i röven
- 1978 - There is no business like showbusiness
- 1980 - Krossade drömmar
- 1981 - Please, walk on the grass
- 1984 - Ett steg åt sidan